# Lysiosquilla manningi
Lysiosquilla manningi is een bidsprinkhaankreeftensoort uit de familie van de Lysiosquillidae. De wetenschappelijke naam van de soort is voor het eerst geldig gepubliceerd in 2000 door Boyko.